# The Nightingale (film 2018)
The Nightingale è un film del 2018 diretto da Jennifer Kent, con protagonisti Aisling Franciosi, Baykali Ganambarr e Sam Claflin.
A causa della brutalità di alcune sequenze (tra cui stupri, torture e infanticidi), gli attori sono stati seguiti nel corso delle riprese da psicologi ingaggiati dalla produzione.

## Trama
Nel 1825, alla vigilia della Guerra Nera, la detenuta irlandese Clare Carroll lavora come serva per una fazione delle forze coloniali comandate dal tenente Hawkins; per la sua tendenza a cantare mentre lavora, è soprannominata "Usignolo" (Nightingale) . L'unità riceve la visita di un ufficiale, che deve verificare se Hawkins sia idoneo per una promozione; Clare visita Hawkins per chiedergli delle lettere di raccomandazione che permetterebbero il rilascio di lei, di suo marito Aidan e della loro giovane figlia Bridget, ma lui le fa delle avances indesiderate che la donna respinge. Accusandola di insolenza, Hawkins la violenta. Pur intuendo che la moglie sia stata aggredita, Aidan affronta Hawkins mantenendo la calma per chiedergli a sua volta le lettere, senza ottenere risultato.
Quella notte, Aidan inizia una rissa con Hawkins e i suoi sottoposti, il sergente Ruse e il guardiamarina Jago; l'ufficiale assiste all'accaduto e nega la promozione ad Hawkins. Quest'ultimo decide di partire con Ruse e Jago per la città di Launceston, nella speranza di far cambiare idea all'ufficiale. Prima della partenza, i soldati intercettano la famiglia Carroll mentre cerca di fuggire; Hawkins e Ruse stuprano Clare, poi Hawkins spara ad Aidan, uccidendolo, e ordina a Jago di tar tacere la piangente Bridget. Jago uccide la bambina fracassandole la testa contro un muro, dopodiché viene incaricato di eliminare anche Clare, ma sceglie di risparmiarla, limitandosi a farle perdere i sensi colpendola alla testa con il fucile.
La mattina seguente, Clare si sveglia e denuncia l'accaduto a un funzionario RMP; resasi conto che non intende aiutarla, decide di vendicarsi lei stessa, facendosi aiutare da un aborigeno locale di nome Billy, a cui racconta che vuole ricongiungersi con suo marito. Inizialmente la donna ha un comportamento razzista e offensivo nei confronti di Billy, mentre lui è ostile a Clare in quanto la ritiene uguale agli inglesi che hanno ucciso i suoi familiari. Tuttavia, nel corso del tempo che passano insieme, i due mettono da parte l'astio reciproco e stringono un legame mano a mano che scoprono le tragedie che hanno subito, imparando ad apprezzare anche le loro differenti culture. Billy rivela a Clare che il suo vero nome è Mangana e che desidera andare a nord per riunirsi con le sue familiari ancora in vita. 
Nel frattempo, Hawkins e i suoi compagni reclutano tre detenuti bianchi e un aborigeno, Charlie, per il loro viaggio; Hawkins prende in simpatia uno dei prigionieri, un bambino di nome Eddie, mentre Ruse preleva una donna di nome Lowanna per usarla come schiava sessuale. Un gruppo di aborigeni li assalgono, uccidono uno dei detenuti e feriscono Jago, ma Hawkins uccide Lowanna per distrarli e fugge con gli altri, lasciando Jago indietro. Quest'ultimo viene trovato poco dopo da Clare e Mangana e la donna lo uccide brutalmente accoltellandolo e picchiandolo a morte, evento che la perseguiterà a lungo. Mangana pensa di abbandonare Clare, ma, dopo che lei ha spiegato quanto accaduto a suo marito e sua figlia, accetta di rimanere con lei.
Per vendicarsi delle azioni dei soldati nei confronti degli indigeni, Charlie fa perdere il gruppo portandolo a un vicolo cieco sulla cima di una montagna e Ruse, di conseguenza, lo uccide. Mangana e Clare trovano il corpo di Charlie; profondamente scosso, Mangana lo seppellisce secondo un rito di sepoltura e informa Clare che ora anche lui cerca vendetta nei confronti dei soldati. I due raggiungono il gruppo, ma Hawkins riesce a ferire Clare e a catturare Mangana, costringendolo a riportare lui e i suoi compagni sulla strada giusta. Una volta ritrovata, Hawkins ordina a Eddie di uccidere Mangana, ma il bambino esita, permettendo all'uomo di scappare. Hawkins fa per abbandonare Eddie e, quando lui lo implora di dargli un'altra opportunità, gli spara e lo uccide. Anche Clare raggiunge la strada principale e si ricongiunge con Mangana. Successivamente, la coppia si imbatte in alcuni uomini aborigeni che informano Mangana che è l'ultimo superstite della sua gente. 
Raggiunta Launceston, dove Hawkins è stato appena promosso, Clare lo affronta dinanzi ai suoi colleghi ufficiali sui crimini di guerra che ha commesso, mentre Mangana osserva la scena. I due sono costretti a lasciare la città, ma Mangana, nonostante le suppliche di Clare, decide di farci ritorno; entra nell'ostello in cui alloggiano Hawkins e Ruse e li uccide entrambi, ma prima Ruse riesce a sparargli e a ferirlo gravemente. Clare recupera Mangana e insieme vanno su una spiaggia, dove cantano e ballano a proposito della libertà mentre guardano il sorgere del sole.

## Distribuzione
La pellicola è stata presentata in anteprima il 6 settembre 2018, in concorso durante la 75ª Mostra internazionale d'arte cinematografica di Venezia.

## Riconoscimenti
- 2018 - Mostra internazionale d'arte cinematografica
  - Premio Marcello Mastroianni ad un attore emergente a Baykali Ganambarr
  - Premio speciale della giuria
- 2019 - AACTA Award
  - Miglior film
  - Miglior regista a Jennifer Kent
  - Miglior attrice protagonista a Aisling Franciosi
  - Miglior attrice non protagonista a Magnolia Maymuru
  - Miglior sceneggiatura a Jennifer Kent
  - Miglior casting a Nikki Barrett
  - Candidatura per il miglior attore protagonista a Baykali Ganambarr
  - Candidatura per il miglior attore non protagonista Damon Herriman
  - Candidatura per la miglior fotografia a Radek Ladczuk
  - Candidatura per il miglior montaggio a Simon Njoo
  - Candidatura per il miglior suono a Robert Mackenzie, Dean Ryan, Leah Katz, Pete Smith
  - Candidatura per la miglior scenografia a Alex Holmes
  - Candidatura per i migliori costumi a Margot Wilson
  - Candidatura per il miglior trucco e acconciature a Nikki Gooley, Larry Van Duynhoven, Cassie O'Brien
- 2019 - Chicago Film Critics Association Awards[3]
  - Miglior performance rivelazione a Aisling Franciosi
- 2019 - Gotham Independent Film Awards[4]
  - Candidatura per il miglior interprete rivelazione a Aisling Franciosi
- 2019 - National Board of Review Awards[5]
  - Migliori dieci film indipendenti dell'anno